# METTL3
METTL3全稱為甲基转移酶样蛋白3（methyltransferase like 3），又稱N6-腺苷甲基转移酶複合體催化亞基（N6-adenosine-methyltransferase complex catalytic subunit），在人類基因組中由14號染色體上的METTL3基因編碼。此蛋白為N6-腺苷甲基转移酶複合體中具甲基轉移酶活性的組成蛋白，由580個氨基酸組成，大小為70kDa，包含一鋅指結構域與一甲基轉移酶結構域，可將S-腺苷甲硫氨酸（SAM）上的甲基轉移到mRNA中的腺苷（A）上，將其甲基化成N6-甲基腺苷（m6A）。METTL3與另一蛋白METTL14共同組成N6-腺苷甲基转移酶複合體的核心，但METTL14在此複合體中僅有與RNA結合和穩定結構的功能，無催化甲基化的功能。METTL3的基因表現異常與多種癌症有關，許多案例中METTL3為致癌基因，在許多癌症中表現量增加。